# オリジナル Martin D-45 ( Pre War D-45 ) のリスト
オリジナル Martin D-45 ( Pre War D-45 ) のリストはC.F.Martin社が第二次世界大戦終戦前に製造した91本のオリジナルD-45のリスト。1933年から1942年に製造されたこれらのギターはスチール弦アコースティックギターの歴史の中でも人気・評価共に特に高く、"American Guitars - An Illustrated History"の著者トム・ウィーラーは「アメリカのギターのかけがえのない宝物」として説明している。
[1]この情報は、印刷物やWebの情報、在庫情報などの売買に関する情報としても利用できる。実際に現存する個体は正確に把握されていませんが、印刷物・インターネットの情報・販売履歴等から照会している。以下のリストは「マイク・ロングワース」の著作「Martin Guitars - A History」からのものである。
[2] 特に重要な関連情報として、ロバート（ボブ）・ハミルトンとブルース・ハーマンによる「マーティン D - 45マスターリスト」でも確認できる。
[3] リスト中で[E]マークが付いたギターはどちらのリストでも確認できる個体である。

## シリアルナンバーと製造年
| s/n   | Year | [E] | Description |
| ----- | ---- | --- | --- |
| 53177 | 1933 | [E] | オーダーで作られた最初のD-45。「ジーンオートリー」のインレイが入った指板、12フレットジョイントネック＆トーチインレイの入ったスロットヘッド、現在はロサンゼルスの「ジーンオートリーミュージアム」に展示されている。 |
| 56394 | 1934 | [E] | ジャッキー“キッド”ムーアのオーダーで作られた2本目のD-45。12フレットジョイントネック＆トーチインレイの入ったヘッドストック。現在はHank Risan's Museum of Modern Instruments (MOMI)の所蔵である。1999年12月号のアコースティックギター誌（USA）でグレートアコースティックギターとして紹介されている。 |
| 63715 | 1936 | [E] | 最初の14フレットモデル（ボディの14フレットクリア）。2本しか存在しない16 1/4インチ幅の特別な“ワイドボディ”の1本。ギターコレクター「Sten Juhlas」より借りて、ペンシルベニア州ナザレスにあるMartin Museumに展示されている。 |
| 64890 | 1936 | [E] | 2本しか存在しない16 1/4インチ幅の特別な“ワイドボディ”の1本。1985年のアーレンロスの著作"Complete Acousti Guitar"に写真掲載（ナッシュビルのグルーンギターが写真提供）。 |
| 65265 | 1937 |     | |
| 67460 | 1937 | [E] | 3本目かつ最後の12フレットジョイントD-45で、残りは全て14フレットジョイントになる。スロット・ヘッドではなく「ソリッド・ヘッド」と「縦ロゴ」を持つ唯一の12フレット・モデル（他2本はスロットヘッド＆トーチインレイ）。Harold A. Waglerの為に作られ、指板にはイニシャルの“HAW”が入っている。 ジョージ・グルーンとウォルター・カーターの著作“Acoustic Guitars and Other Fretted Instruments”のP248にギターの詳細と写真が掲載されている。 |
| 70592 | 1938 | [E] | |
| 70593 | 1938 | [E] | |
| 70594 | 1938 |     | |
| 71039 | 1938 | [E] | 以前レッドスマイリーが所有しており、日本にあったが（日本の雑誌に写真掲載）現在は「マックヤスダ」の所有として彼の著作「Rhinestones and Twanging Tones」に掲載されている。ヘッドストックには「トーチインレイ」、スノーフレークインレイから現代的なヘキサゴンインレイに変えられた指板インレイ、さらに12フレットに「RED」、19フレットに「D-45」の文字が刻まれている。また、いつかの時点でバック材が後年のD-28の物と交換されている。 |
| 71040 | 1938 | [E] | David Brombergが所有していた事が何度か公表されており、多数のトップクラック修理歴が有る。過去に日本にあり日本の雑誌に写真が掲載された事が有る。2009年にナッシュビルのグルーンギターで$110,000で販売されている（在庫切れの為）。 |
| 71041 | 1938 | [E] | John ArnoldのWebページにより存在する事が知られた。彼のワークショップで修復された。これは、フォワードシフトXブレイシング、スノーフレークインレイで、状態も良好であると記載されている。 |
| 71663 | 1938 | [E] | サンバーストフィニッシュ、ベッコウのヘッドプレート、アーチトップギターのF-9を模したヘキサゴンインレイ(※ヘキサゴンインレイは1939年から全てのD-45で純正採用)、指板の白いバインディングを追加したスペシャルオーダーで製造。“Don Teeter”によって所有＆修理された事で「Teeterギター」とのあだ名を持ち、彼の著書"Acoustic Guitar: Adjustment, Care, Maintenance and Repair Volume II(1980年)"に掲載され、“Fret”誌の表紙を飾ると共に、1988年5月の"Guitar Player"誌や、1992年2月発行のウォルターカーターによる「Martin Book」に掲載されている。 1987年に“Lark Street Music”で$18,000で販売され、現在は“Hank Risan”の“Museum of Modern Instruments (MOMI)”がコレクションしている。 |
| 71664 | 1938 | [E] | 日本で発刊された"Martin Vintage Guitar Guide"の23ページ〜24ページに掲載されている。 |
| 71665 | 1938 | [E] | “おそらく”最後のスノーフレークインレイのD-45 |
| 72160 | 1939 | [E] | 以前は“Jim Rickard”が所有しており、翻訳前の本ページの「ジョン・アーノルド」によって引用され、存在することが知られている。 |
| 72161 | 1939 |     | |
| 72162 | 1939 |     | |
| 72460 | 1939 | [E] | D-45S。この'S'は通常より狭い1 11/16インチ幅のネックで作られており、翻訳前の本ページのジョン・アーノルドによって紹介されている。“Wilma Lee Cooper”の委託販売により1990年にグルーンが販売しており、状態はあまり良くなかったが8年の歳月をかけて TJ Thompsonによりリストアされた。現在はマックヤスダの「Rhinestones and Twanging Tones」に掲載されている。 |
| 72740 | 1939 |     | |
| 72741 | 1939 | [E] | ステファン・スティルスの所有する"Mother Maybelle"として広く知られている。詳細はリンク先にて。 |
| 72742 | 1939 |     | |
| 73126 | 1939 |     | |
| 73127 | 1939 | [E] | |
| 73128 | 1939 | [E] | ジョニー・スミスが所有していた事がある。グルーンギターによると、2015年2月にSteve Swan Guitarsにて$150,000で販売された。 |
| 73129 | 1939 | [E] | グルーン・ギターにて2012年に販売されている。インディアナポリス・コルツの最高経営責任者（CEO）兼オーナー"Jim Irsay"が購入した。 |
| 73130 | 1939 | [E] | 翻訳元の本ページのジョン・アーノルドによって修理され、存在する事が紹介された。グルーンのWebページで販売された履歴と写真が確認できる。 |
| 73131 | 1939 | [E] | |
| 74011 | 1939 | [E] | カントリー歌手“Ken MacKenzie(ケン・マッケンジー)”のために、指板にネーム・インレイを入れて作られたスペシャルオーダーモデルの「D-45S」。"The Vintage Guitar volume 3"にて、その他の11本のオリジナルD-45と共に、マックヤスダのコレクションとして紹介されている。また最近の彼の著作「Rhinestones and Twanging Tones」にも掲載されている。 |
| 74161 | 1940 | [E] | |
| 74162 | 1940 |     | |
| 74163 | 1940 |     | |
| 74164 | 1940 |     | |
| 74165 | 1940 | [E] | |
| 74166 | 1940 | [E] | |
| 75100 | 1940 | [E] | 以前イーグルスのバーニー・リードンが所有していたが現在は「マックヤスダ」が所有している。 |
| 75101 | 1940 | [E] | 2012年にグルーンギターで販売されている。2012年のダラス・ギターショーのWebページにて$165,000で掲載されていたギターである。 |
| 75102 | 1940 | [E] | |
| 75103 | 1940 |     | |
| 75104 | 1940 |     | |
| 75105 | 1940 | [E] | ジョン・アーノルドの紹介で存在することが知られ、グルーンギターによって販売された履歴が確認できる。 |
| 75289 | 1940 | [E] | D-45L（左利き用）。翻訳前のフォーラムによると、現在日本でコレクションされているようである。 |
| 75593 | 1940 |     | |
| 75594 | 1940 | [E] | |
| 75595 | 1940 | [E] | “Old Red”の愛称で“Grant Boatright”が所有していた個体である。現在は“Jonathan Kellerman”がコレクションしている。（2005年のVintage Guitarでのコレクションとして紹介されている） |
| 75596 | 1940 | [E] | 2014年に日本で販売されており、マーティン・ヴィンテージ・ギター・ガイドの27ページ〜28ページに掲載されている。 |
| 75597 | 1940 |     | |
| 75598 | 1940 | [E] | ジョン・アーノルドによって修理され、彼により存在する事が紹介された。 |
| 77060 | 1941 |     | |
| 77061 | 1941 |     | |
| 77062 | 1941 |     | |
| 77063 | 1941 |     | |
| 77064 | 1941 | [E] | Tony Bacon（トニー・ベーコン）の著書 (UK edition) "The History of the American Guitar"で紹介されている。 |
| 77065 | 1941 | [E] | Elderly Instrumentsで2004年迄販売されていた（最初の価格は$140,000、最終価格は$110,000）。日本の"Martin Vintage Guitar Guide"の29ページ〜30ページに掲載されており、日本に存在する可能性がある。 ※実在しないシリアル「77066」として存在している。 |
| 78629 | 1941 | [E] | 翻訳前の情報によると、2015年にノーマンズ・レア・ギターズで販売されており、YouTubeでも2度紹介されている。 |
| 78630 | 1941 |     | |
| 78631 | 1941 | [E] | 2008年10月10日のクリスティーズ・オークションで販売され、2009年4月（Sale No.2152 Lot.31）に最低入札価格$30,000〜$40,000で再度売りに出されたが、その際には売れませんでした。 |
| 78632 | 1941 |     | |
| 78633 | 1941 |     | |
| 78634 | 1941 | [E] | 1992年のギターショーに出ていた事をジョン・アーノルドが紹介。2015年1月にオーストラリアで販売されている。 |
| 78879 | 1941 | [E] | Jacob Bunton（ヤコブ・バントン）が所有＆使用していた。2008年から2009年1月までe-Bayで$250,000で掲載されていた。 |
| 78880 | 1941 |     | |
| 78881 | 1941 |     | |
| 78882 | 1941 | [E] | 2012年のフィラデルフィア・ギターショー（フィリー・ショー）に出展された事で存在を確認。その後はダラス・ヘリテージオークションで$110,500で販売。修復歴も多く、コンディションはかなり悪かった模様（原文では“fairly heavily restored though with partially original finish”） |
| 78883 | 1941 |     | |
| 78884 | 1941 |     | |
| 79583 | 1941 | [E] | 2011年にボストン・スキナーズ・オークションで$219,225で販売。スキナーの、ボストンで競売にかけ、2011年に浮上し[46]、その後カリフォルニア州の“Rumbleseat Music”にて販売されており、Youtube でも多数確認できる。 |
| 79584 | 1941 |     | |
| 79585 | 1941 | [E] | |
| 79586 | 1941 |     | |
| 79587 | 1941 | [E] | ニューヨークのBernunzio Uptown Musicで2010年11月に販売されている。 |
| 79588 | 1941 | [E] | |
| 80740 | 1942 | [E] | |
| 80741 | 1942 | [E] | |
| 80742 | 1942 | [E] | |
| 80743 | 1942 | [E] | ステファン・スティルスの"Darling（ダーリン）"。演奏する姿と共に1976年1月の“Guitar Player”の表紙を飾っている。 |
| 80744 | 1942 | [E] | 2010年1月にジョン・アーノルドのページで紹介されて存在が知られるようになりた。ネック折れ修理とネックリフィニッシュがされている。 |
| 80745 | 1942 | [E] | 2011年にe-Bayで$325,000で販売されていた。“Gary's Classic Guitars”のGary Dickが購入。 |
| 81242 | 1942 | [E] | Austin Woodsの為に作られたスペシャルエディションのD-45S。指板に「Austin」のインレイ、大きなピックガードが特徴。現在はナッシュビルの“Country Music Hall of Fame”に展示中。写真有り。 |
| 81578 | 1942 | [E] | もともと“Smiley Maxedon”が所有＆使用。“Elderly Instruments”により2000年に$160,000で販売され、2007年にMartin Museumが約$270,000で購入。Chris Martin のYoutubeで確認できる。 |
| 81579 | 1942 | [E] | |
| 81580 | 1942 | [E] | |
| 81581 | 1942 |     | |
| 81582 | 1942 |     | |
| 81583 | 1942 | [E] | 以前は“Alice Gerrard”が所有していた。その後はルシアーでありミュージシャンの“Wayne Henderson”が所有。オーバーサイズのピックガード。 |
| 82567 | 1942 |     | |
| 82568 | 1942 | [E] | 2008年7月にeBayで$350,000で販売されていた。 |
| 82569 | 1942 | [E] | |
| 82570 | 1942 | [E] | ノースカロライナ・ギターショーで1991年に販売されていた事がジョン・アーノルドのWebサイトで確認できる。 |
| 82571 | 1942 | [E] | 2006年2月にeBayで$255,100で販売。 |
| 82572 | 1942 | [E] | 最後のオリジナル Martin D-45である（第二次世界大戦終戦前に作られた最後の1本）。“Acoustic Guitar Magazine”の2000年５月号「Great Acoustic」の項で紹介されている。 |

## その他
ヴィンテージ・ギターの第一人者「ジョージ・グルーン（ナッシュビル“グルーン・ギター”オーナー。ヴィンテージギターに関する著作多数）」が2010年に“Guitar International”のインタビューで語った話では、一時はオリジナルD-45を含む6本のスタイル45を所有していたが、彼の家の購入と彼の事業の資金調達のために1976年に売却した。
アメリカを拠点に活動する日本人コレクター「マックヤスダ」の膨大なコレクションの中には14本のオリジナルD-45が含まれている事が確認されている。2001年に発売された保田のコレクションを紹介する“The Vintage Guitar Vol.3”の一枚の写真では、個別に撮影された4本と共に12本のオリジナルD-45が確認できる。
2010年に日本で発売された“Martin Guiatr Book”では、“Bernie Leadon”が所有していた物を含む2本のオリジナルD-45が掲載されている。
“Marty Stuart”はジョニー・キャッシュより譲り受けた1939年のD-45（シリアルナンバーは公表されていません）を所有＆演奏している。このギターは「Cash」の刻印と大きなダメージが有る。Tut Taylorの証言によれば、彼は元々Hank Williams Jrにこのギターを売り、その後だれかがジョニーキャッシュに譲り渡したようである。

ある時期、グルーン・ギターは"Will Lee Cooper"に2本のオリジナルD-45を販売した。1本は「Lee Mooreが所有していたスノウフレイク・インレイ＆オーバーサイズピックガードの1938年製」、もう一本は「D-43と間違えて刻印された1942年製」で、シリアルナンバーは公表されていません。1942年製の販売価格は$100,000でした。
2013年にはこの1942年製D-45が再度グルーン・ギターズによって“Gillian Welch”へ販売されている。

ハリウッドを代表する俳優でありギタリストでもあるSteven Segal（スティーブンセガール）は、2004年の“Vintage Guitar”紙で1937年から1938年頃に作られた「スノウフレイクインレイのD-45」を所有していると話している。
※翻訳元では「D-35」であるがD-35は1965年からの製造であり、流れから見ても誤記と思われます。

ある1939年製D-45（シリアル番号は公表されていません）は2004年7月に発売された"Vintage Gutar Magazin"に写真が掲載されている。
ある1939年製D-45（シリアル番号は公表されていません）は、1994年に発売されたトニーライスのCD"Tone Poems" with David Grisman”の中で "I Don’t Want Your Mandolins Mister" に使用されており、このギターは1996年1月の"Acoustic Guitar Magazin"の表紙を飾っている。
1939年製D-45(#73129）は2013年にグルーン・ギターによってインディアナポリス・コルツのオーナー”Jim Irsay"に販売された。
Martin社の歴史研究の第一人者「Mike Longworth（マイクロングワース）」は1940年製のD-45（シリアルナンバーは不明）を所有しており、このギターは1974年から1995年までMartin Museumに展示されていた。1995年にはクリスティーズ・オークションで売りに出されたものの、販売する事はできなかった。

1940年製D-45（シリアルナンバーは公表されていません）は現在「Hank Risan's Museum of Modern Instruments (MOMI) 」で保管されている。ここにはBob Willsが所有していた1941年製D-45も保管されている（こちらもシリアルナンバーは公表されていません）。
 
1940年製D-45（シリアルナンバーは公表されていません）は、2008年から2009年頃にグルーン・ギターで販売されていた。また別の1940年製D-45が2015年6月にグルーンギターにより$195,000で販売されている。

素晴らしいコンディションを保ったある1940年D-45（シリアルナンバーは公表されていません）は、イギリスで写真が掲載されており、同じ写真がTony Baconの著作"The Ultimate Guitar Sourcebook" の33ページに1940年製D-45として紹介されている。
ある1941年製D-45はシリアルナンバーを含めたその他の情報はないものの、・写真だけが残されている。

多数のクラックリペアとリフィニッシュされたある1941年製D-45（シリアルナンバーは公表されていません）は、2007年にグルーン・ギターにより$ 85,000で販売されている。

素晴らしい状態を保ったある1942年製D-45（シリアルナンバーは不明）は、2009年5月の"Vintage Guitar Magazine"で紹介されている。

Dan Erlewineによってネック折れを修理されたある1942年製D-45（シリアルナンバーは不明）は、2007年にグルーン・ギターによって$ 175,000で販売された。

このFacebookページには、オリジナルを含む多数のD-45の写真が掲載されている

2000年にリットーミュージックが"Martin D-45: A Chronicle of the Jewelled Dreadnought"には、ジーン・オートリー・ミュージアムのコレクションが引用されている。

“Wilma Lee Cooper”と“Red Smiley”によるオリジナルD-45の映像もある。
 

## 価値
1942年のマーティン・ギターの資料では、D-45の販売価格は$250でした（Harold Waglerへ1963年10月に出した手紙による）。また、この当時の$250を2014年の価値へ換算すると約$3,630になる。ただ、この当時の初任給や物価を考えた実際の価値で言えば、実際には現在の約$6,700から$11,100に相当すると考えられます。
オリジナルD-45は、歴史・音色・価値の全てが名実共に最高のアコースティックギターとして知られており、製造されてから70年以上経った今その価格は大幅に上昇している。
1988年5月に発売された“Fret”紙では、ミント・コンディションの1939年製D-45の平均価格が$15,000（$6,000〜$22,000）で、1942年製のD-45の平均価格は$13,000（$6,000〜$21,000）でしたが、2002年の"Vintage Guitar Price Guide"では1936年から1937年のD-45が約$200,000、1940年から1942年のD-45は$150,000となり、さらに2011年には1942年製のミントコンディションのD-45が$375,000で販売されている（過去最高値）。コンディションや希少性により、現在のオリジナルD-45の価値は$175,000から$350,000と言われている。
非公式ながら、Martin Guitar Forumではスノウフレイク＆フォワードシフト・Xブレイスの1938年製D-45が個人間取引により$400,000で販売されたとされている。
 